# Motí d'Elx
El motí d'Elx va ser una revolta antisenyorial a favor del lliure comerç que va esclatar a la localitat d'Elx a la primavera de l'any 1766.

## Antecedents
Després de la Guerra de Successió Espanyola i la pèrdua dels furs, a Elx, com a la resta de l'antic Regne de València, l'aplicació de la jurisdicció senyorial sense entrebancs comporta que el senyor nomene un alcalde major que s'ubica per sobre dels ordinaris. Quant l'economia agrària torna a emprendre el creixement, cap a la dècada del 1730, aquesta situació topa amb nous sectors burgesos que s'han enriquit amb el comerç de gra, barrella i oli. A la vegada, els sectors més desfavorits es veuen afectats per l'alienació d'erms comunals en favor del senyoriu, tot quedant més exposats a dificultats en anys de males collites.

## El motí
En març de 1766, Madrid esclata amb el motí de Squillace, que protesta contra aquest ministre italià de Carles III d'Espanya, acusat de prendre mesures impopulars. La revolta es va estendre a altres viles i ciutats de la monarquia hispànica. A Elx, en primera instància, el motí va unir les classes baixes i la burgesia agrària en l'objectiu de tombar els privilegis feudals del senyor, que es plasmaven en els monopolis, i la privatització dels saladars i altres propietats comunals.
El 13 d'abril, el consistori il·licità, reunit a la llotja de la casa capitular de la Universitat de Sant Joan va procedir a suspendre l'arrendament de la casa farinera, fet que va alçar una manifestació amb 1.500 jornalers, qui acusaven els síndics, en especial el doctor Ricard Sánchez, de seguir els passos de Squillace. La protesta va desfermar la violència i els amotinats, que havien sumat mil manifestants més en el seu transcurs cap a l'ajuntament, van obligar a l'alcalde major a publicar un ban que recollia les seues demandes: suprimir els monopolis senyorials de fleca, tenda i duana; el retorn dels saladars a les classes humils; o la lliure venda del comerç agrícola. Eixe mateix dia, l'advocat Josep Beltran Esclápez va reclamar que Elx deixara de ser un senyoriu i s'integrara a la Corona. L'alcalde major, designat pel duc d'Arcos, va fugir d'Elx i l'alcalde ordinari Jaume Àlber va ser nomenat pels amotinats com a corregidor interí. El dia següent els revoltats es dirigeixen contra els símbols del poder senyorial a Elx: es van picar els escuts de la casa d'Arcos de la ciutat i les seues pedanies, es va prendre l'arxiu i el jutjat ducal, i es va tombar la forca. També es van posar els símbols reials i es va baixar el pa.
Les autoritats declaren la ciutat en estat de setge. El 22 d'abril, el comte d'Aranda, governador del Consell de Castella, informa a la municipalitat elxana de l'arribada de Felip Musoles, jutge de l'Audiència de València, per investigar els instigadors de les protestes a la ciutat i jutjar-los. Musoles comptarà amb el suport de la burgesia revoltada, la qual s'ha allunyat de les faccions populars, més radicalitzades. Finalment, el motí es va sufocar i l'estat de setge es va aixecar el 28 d'abril, dues setmanes després. Musoles va concloure la seua investigació l'any següent: el 29 de setembre de 1767 va considerar que la revolta només havia estat protagonitzada per jornalers.

## Les conseqüències
La burgesia comercial i agrícola va veure complides algunes de les seues reivindicacions lliurecanvistes: abans de la tardor del mateix any, es va decretar la creació d'un mercat de gra, la supressió de l'estanc de la cisa i la farina, la supressió de l'impost pel dret de mòlta, i la lliure entrada de vi i d'oli. Un any després del motí, el 20 d'abril de 1767, Elx rep la concessió reial de celebrar un mercat franc els dissabtes.